# Cola chlamydantha
Cola chlamydantha ist ein Baum in der Familie der Malvengewächse in der Unterfamilie der Sterkuliengewächse aus Zentral- bis Westafrika.

## Beschreibung
Cola chlamydantha wächst als immergrüner Baum bis etwa 20 Meter hoch. Der Stammdurchmesser erreicht über 30 Zentimeter. Die gröbere, gräuliche Borke ist im Alter rissig bis furchig.
Die wechselständigen und langstieligen Laubblätter an den Zweigenden sind zusammengesetzt handförmig mit 5–10 Blättchen. Der kahle Blattstiel ist bis zu 80 Zentimeter lang. Die Blättchenstiele sind bis 5,5 Zentimeter lang. Die ganzrandigen, verkehrt-eiförmigen, -eilanzettlichen, kahlen und bespitzten bis geschwänzten Blättchen sind bis 60 Zentimeter lang und bis 20 Zentimeter breit. Es sind lange haltbare, große, rötlich behaarte Nebenblätter vorhanden.
Cola nitida ist funktionell einhäusig monözisch. Die Blüten erscheinen an kleinen Tragblättern, büschelig, kaulifor am Stamm oder ramiflor an den Ästen. Die fast sitzenden, zwittrigen oder funktionell eingeschlechtlichen und feinhaarigen Blüten besitzen eine einfache Blütenhülle, die Kronblätter fehlen. Die männlichen Blüten sind etwas kleiner. Der becherförmige, fünfzipflige, bis 2,5 Zentimeter lange, petaloide, dickliche Kelch ist außen gräulich-weiß und innen rötlich-violett. Es ist jeweils ein kurzes Androgynophor ausgebildet, mit genäherten, bis etwa 12–14 behaarten Stempeln mit kurzen Griffeln und ausladenden Narbenlappen mit Antheroden an der Basis oder mit kleinen Pistilloden und 15–25(40) sitzenden, länglichen sowie sternförmig angeordneten Antheren.
Es werden große und rundliche Sammelbalgfrüchte mit bis zu 12 ledrigen Balgfüchten gebildet. Die einzelnen, bespitzten und nicht öffnenden, feinhaarigen, rippigen, orange-rötlichen, leicht sichelförmigen Balgfrüchte sind vielsamig mit bis zu 25–30 Samen, sie sind zu 15 Zentimeter lang und bis 6 Zentimeter breit. Die bis 3 Zentimeter langen, länglichen Samen sind rötlich und liegen in einer dickflüssigen „Flüssigkeit“.

## Verwendung
Die süß-sauren Früchte sind essbar.
Die Kotyledonen werden als minderwertiger Ersatz für Kolanüsse verwendet.
Die Rinde wird wie die „Flüssigkeit“ der Fruchtkammer medizinisch genutzt.
Das recht schwere und harte, gröbere Holz wird für einige Anwendungen genutzt.